# Filles de la Divine Bergère, Institut Calasanz
Les Filles de la Divine Bergère, Institut Calasanz (en latin : Sororum Calasanctianarum) sont une congrégation religieuse féminine de droit pontifical. Elles se consacrent à l'éducation de la jeunesse, gèrent des résidences étudiantes et proposent des retraites spirituelles.

## Historique
La congrégation est fondée le 2 janvier 1885 à Sanlúcar de Barrameda par Faustino Míguez González (1831-1925), piariste, pour l'éducation gratuite des enfants. L'institut est placé sous la protection de la Vierge Marie sous le vocable de la Divine Bergère.
Le 2 août 1885 a lieu la prise d'habit des cinq premières postulantes, et le 12 juin 1889, Zeferino González y Díaz Tuñón, archevêque de Séville, reconnaît le premier règlement des sœurs. 
L'institut reçoit le décret de louange le 6 décembre 1910 et ses constitutions sont approuvées par le Saint-Siège en 1912.
Le fondateur est béatifié par Jean-Paul II le 25 octobre 1998.  Victoria Valverde, religieuse martyre de la guerre d'Espagne est béatifiée le 13 octobre 2013.

## Activités et diffusion
Les Filles de la Divine Bergère se consacrent à l'éducation des jeunes, elles ont des résidences d'étudiantes et des maisons pour une retraite spirituelle.
Elles sont présentes en :
- Europe : Espagne.
- Amérique : Argentine, Chili, Colombie, Équateur, Nicaragua, Uruguay.
- Afrique : Cameroun.

La maison généralice est à Madrid. 
En 2017, la congrégation comptait 207 religieuses dans 32 maisons.